# Мануель Родрігес Торісес
Мануель Хуан Робустіано де лос Долорес Родрігес Торісес-і-Кірос (ісп. Manuel Juan Robustiano de los Dolores Rodríguez Torices y Quiroz; 24 травня 1788 — 5 жовтня 1816) — південноамериканський політик, член урядового Тріумвірату Сполучених Провінцій Нової Гранади.

## Біографія
Народився 1788 року в Картахені-де-Індіас. Навчався в початковій школі в Картахені, а потім вивчав право в Університеті Нуестра-Сеньйора-дель-Розаріо в Санта-Фе-де-Боготі.
10 травня 1810 року аюнтам'єнто Картахени сформував Хунту, яка визнала поваленого Наполеоном короля Фернандо VII, проте відмовилась визнавати владу Центральної Урядової Хунти й віцекороля Нової Гранади, який її представляв. Від 10 вересня 1810 року Мануель Родрігес Торісес і Хосе Фернандес Мадрид почали за завданням Хунти видавати газету «Argos Americano», що пропагувала нові революційні ідеї.
11 листопада 1811 року Хунта Картахени проголосила цілковиту незалежність від Іспанії. 1 квітня 1812 року Торісес став президент-губернатором Картахени-де-Індіас, отримавши після відставки Хосе Марії дель Реа диктаторські повноваження.
Одним із перших завдань нового президента було встановлення контролю над оплотом роялістів, Санта-Мартою. Через відсутність власних збройних сил він найняв француза П'єра Лабатю й іспанця Мануеля Кортеса Кампоманеса. На початку 1814 року Лабатю захопив Санта-Марту, та невдовзі місто повернулось до рук роялістів.
Іншим важливим завданням президента, який мав владу над таким стратегічно вигідно розташованим місцем, стало створення військово-морського флоту. Наймання корсарів і створення умов для базування піратів дозволило завдавати збитків іспанському флоту, а залучення іммігрантів дозволило збільшити чисельність населення. Багато іммігрантів прибували з Венесуели, зокрема звідти прибув Сімон Болівар, якому було доручено командування армією Картахени.
15 жовтня 1814 року Сполучених Провінціях Нової Гранади було створено орган виконавчої влади — Тріумвірат, одним із членів якого було обрано Мануеля Родрігеса Торісеса. Та оскільки він сам у той час перебував у Картахені, тимчасово замість нього до складу Тріумвірату було введено одного з членів Конгресу Сполучених Провінцій. Торісес вийшов у відставку з посту президента-губернатора Картахени та вирушив з дипломатичною місією на Ямайку, а після повернення, 28 липня 1815 року, зайняв своє місце в Тріумвіраті.
14 жовтня влада схопила рояліста Корнеліо Родрігеса, який планував державний переворот. На допитах він заявив, що ідею перевороту підтримували члени Конгресу, й серед названих ним імен був Мануель Родрігес Торісес. Для очищення своєї репутації в суді той оголосив про своє рішення піти з посту члена Тріумвірату, щоб Конгрес міг провести розслідування, втім наступного дня обвинувачення було знято Конгресом, який вважав неможливим той факт, щоб такий патріот і творець незалежної Картахени раптово і швидко став прихильником роялістів.
15 листопада Конгрес знову змінив систему виконавчої влади в країні, замінивши Тріумвірат на пости президента й віцепрезидента. Президентом країни став Каміло Торрес Теноріо, а Мануель Родрігес Торісес був призначений на посаду віцепрезидента.
1816 року до Сполучених Провінцій Нової Гранади вдерлись іспанські війська. Конгрес було розпущено, а 14 березня 1816 року президент Каміло Торрес Теноріо подав у відставку. Найвищі політичні фігури, включаючи Торісеса, вирушили з Боготи до Буенавентури, щоб звідти відпливти до Буенос-Айреса, втім корабель, на який вони прямували, не прибув, і їм довелось повернутись в Попаян, де їх схопили іспанці.
4 жовтня військовий трибунал засудив колишніх керівників Сполучених Провінцій Нової Гранади до страти, й наступного дня вони були повішені на головній площі Боготи, а їхнє майно — конфісковано. Після того, як вони померли, тіла колишнього президента й віцепрезидента було знято, прострелено в голову та груди, а потім відтято голови й четвертовано. Голову Мануеля Торісеса помістили в металеву клітку й виставили на 10-метровій жердині за межами міста для залякування інших повстанців; її дозволили забрати й поховати лише 14 жовтня, на честь Дня народження короля.